# Kawasaki Vulcan 2000 Classic
La Kawasaki Vulcan 2000 Classic est une moto de type custom surdimensionnée et chromée proposée à partir de septembre 2004.
Dotée d'un bicylindre en V de 1 026,5 cm3 unitaire, elle a tant de couple, transmis par courroie, qu'une accélération peut faire patiner le large pneu arrière (200/60R-16) et marquer le bitume d'une longue trace noire, malgré ses 340 kg à sec et presque trois mètres de long.
Ne disposant pas de marche arrière, son placement demande de la vigilance.